# 文化之森站
文化之森站（日语：／ Bunkanomori eki */?）是一位於日本德島縣德島市八万町二丈，隸屬於四國旅客鐵道（JR四國）的鐵路車站。車站編號為M03。現時只停靠普通列車，本站是JR四國成立後所增設的首個車站，「文化之森」所指的是「縣立文化之森綜合公園」，但是公園和車站的距離達1.5公里，徒步的話需要35分鐘，而且亦沒有其他公共交通能到達。可以說其實近乎沒有人會以此方法前往公園。車站附近皆為農地，民居甚少，因此使用人數一直都偏低。

## 車站結構
本站建於法華川橋旁的基座上，並且以樓梯連接路面和月台，定義上本站屬於地面車站，但又因築於基堤和橋躉上，也可稱為架空車站。本站以簡易車站模式興建，因此不設有站舍，出入車站只能依靠樓梯級，這亦是牟岐線中極少數仍未設無障礙通道的車站之一。路面出入口設有單車停泊處。
只設置側式月台1個，列車不能在本站交換。配套亦十分簡單，月台上只設有1卡長度的有蓋候車亭，位於近地藏橋站方向，再設置木製長椅子及另附外殼保護的自動售票機。。月台本身的有效長度為4輛，但路軌標誌卻標示最大的容納長度為6輛。理論上如有一列6輛車箱的列車靠站，則向德島方向的2卡將不會和月台對靠。當列車停靠時，往德島方向為左側上落，往阿南方向為右側上落。

### 月台配置
| 路線    | 方向 | 目的地                         |
| ------- | ---- | ------------------------------ |
| ■牟岐線 | 下行 | 阿南、牟岐、阿波海南方向       |
| ■牟岐線 | 上行 | 德島、板野、穴吹、阿波川島方向 |

## 歷史
- 1990年11月3日：正式啟用，部份列車通過本站。
- 1998年：因應法華川橋進行更新及強化工程，車站改用臨時搭建的月台上落。[3]。
- 2002年：工程完結，新月台啟用。

## 歷年乘車人數
- 34人（1995年度）
- 44人（1996年度）
- 61人（1997年度）
- 61人（1998年度）
- 62人（1999年度）
- 69人（2000年度）
- 73人（2001年度）
- 74人（2002年度）
- 91人（2003年度）
- 94人（2004年度）
- 86人（2005年度）
- 89人（2006年度）
- 87人（2007年度）
- 91人（2008年度）
- 86人（2009年度）
- 98人（2010年度）

## 相鄰車站
四國旅客鐵道（JR四國）
■牟岐線
二軒屋（M02）－文化之森（M03）－地藏橋（M04）

## 其他
前往文化之森綜合公園，可在德島站乘坐市營巴士，約25分鐘便能到達公園正門。

## 外部連結
- JR四國文化之森站 （页面存档备份，存于）